# Saturday Night Live
Saturday Night Live (thường được viết tắt thành SNL) là chương trình hài kịch tạp kỹ truyền hình trực tiếp của Mỹ, do Lorne Michaels và Dick Ebersol phát triển. Chương trình lần đầu công chiếu trên đài NBC vào ngày 11 tháng 10 năm 1975 dưới tựa đề gốc NBC's Saturday Night. Màn hài kịch tạp kỹ của chương trình thường châm biếm lại văn hóa đương đại và chính trị, được thể hiện bởi dàn diễn viên đông đảo và thay đổi theo thời gian. Mỗi tập của chương trình đều có một khách mời nổi tiếng chủ trì và tham gia trình diễn một tiết mục nhạc kịch. Vào mở đầu của mỗi tập, có một màn tạp kỹ được kết thúc khi một người tuyên bố câu "Live from New York, it's Saturday Night!" và bắt đầu chương trình.
Năm 1980, Michaels rời khỏi chương trình để tìm kiếm cơ hội khác. Ông được Jean Doumanian thay thế, người sau đó bị thay thế lần nữa bởi Ebersol sau một mùa chương trình bị chỉ trích. Ebersol đảm nhiệm chương trình đến năm 1985, khi Michaels trở lại; Michaels là người thực hiện chương trình cho đến nay. Nhiều diễn viên xuất thân từ SNL nổi danh trong lúc vẫn còn xuất hiện trong chương trình và đạt thành công trong ngành điện ảnh và truyền hình. Nhiều thành phần liên kết đến chương trình, như dàn biên kịch, tiếp tục giành thành công trong sự nghiệp sáng tác và diễn xuất truyền thông.
Truyền tiếp từ Studio 8H ở tòa nhà NBC tại Comcast Building, SNL đã phát sóng 930 tập chương trình và hoàn thành mùa thứ 47 vào ngày 21 tháng 5 năm 2022, trở thành một trong những chương trình truyền hình theo hệ thống có thời gian phát sóng lâu nhất Hoa Kỳ. Định dạng của chương trình đã được triển khai và tái tạo tại nhiều quốc gia, trong đó có Canada, Ý, Tây Ban Nha, Hàn Quốc, Nhật Bản và Brazil. Các màn tạp kỹ thành công còn được tách ra thành nhiều bộ phim, cho dù chỉ có hai trong số đó được đón nhận nồng nhiệt: The Blues Brothers (1980) và Wayne's World (1992). Chương trình được tiếp thị theo nhiều cách khác nhau, trong đó có các sản phẩm giải trí tại gia, sản phẩm tổng hợp và cả mùa, sách và tài liệu về hoạt động sau ống kính và triển khai chương trình.
Trong 4 thập niên lên sóng, Saturday Night Live giành được nhiều giải thưởng, trong đó có 86 giải Primetime Emmy, 2 giải Peabody và 6 giải Writers Guild of America Award. Năm 2000, chương trình được bổ nhiệm vào Đại sảnh Hiệp hội Truyền thông Quốc gia. Chương trình xếp thứ 10 trong danh sách "50 Greatest TV Shows of All Time" và nằm trong danh sách "100 Best TV Shows of All-TIME" của tạp chí Time. Tính đến năm 2018, chương trình giành được 252 đề cử giải Emmy, nhiều hơn bất kỳ một chương trình truyền hình nào. Việc truyền tiếp của chương trình dẫn tới nhiều tranh cãi và hạn chế, với nhiều lỗi và hành động chủ đích của diễn viên và khách mời.